# Stenaelurillus cristatus
Stenaelurillus cristatus là một loài nhện trong họ Salticidae.
Loài này thuộc chi Stenaelurillus. Stenaelurillus cristatus được Wanda Wesołowska & Anthony Russell-Smith miêu tả năm 2000.